# Mohoua à tête jaune
Espèce
Statut de conservation UICN

 EN  : En danger
Le Mohoua à tête jaune (Mohoua ochrocephala) ou mōhua est une espèce de passereaux endémique de Nouvelle-Zélande.

## Traduction
- (en) Cet article est partiellement ou en totalité issu de l’article de Wikipédia en anglais intitulé « Yellowhead (bird) » (voir la liste des auteurs).